# Arcinazzo Romano

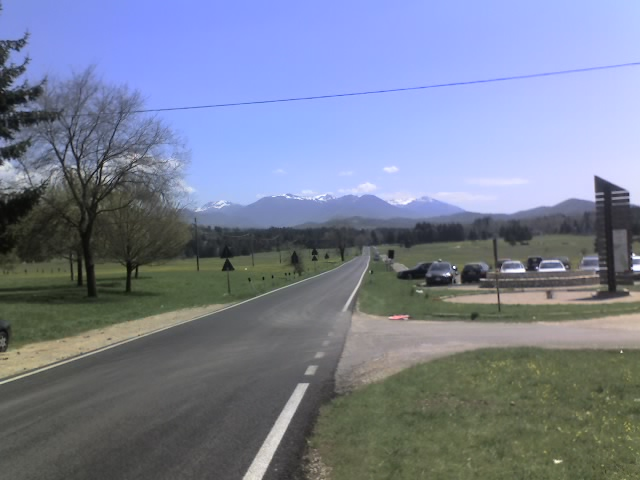
Omgeving van Arcinazzo Romano

Arcinazzo Romano is een gemeente in de Italiaanse provincie Rome (regio Latium) en telt 1416 inwoners (31-12-2004). De oppervlakte bedraagt 28,3 km², de bevolkingsdichtheid is 48 inwoners per km².

## Demografie
Arcinazzo Romano telt ongeveer 596 huishoudens. Het aantal inwoners daalde in de periode 1991-2001 met 3,3% volgens cijfers uit de tienjaarlijkse volkstellingen van ISTAT.
| Jaar | Inwoneraantal |
| ---- | ------------- |
| 1991 | 1379          |
| 2001 | 1334          |

## Geografie
De gemeente ligt op ongeveer 831 m boven zeeniveau.
Arcinazzo Romano grenst aan de volgende gemeenten: Affile, Jenne, Piglio (FR), Roiate, Serrone (FR), Subiaco, Trevi nel Lazio (FR).